# 21 Savage/Auszeichnungen für Musikverkäufe

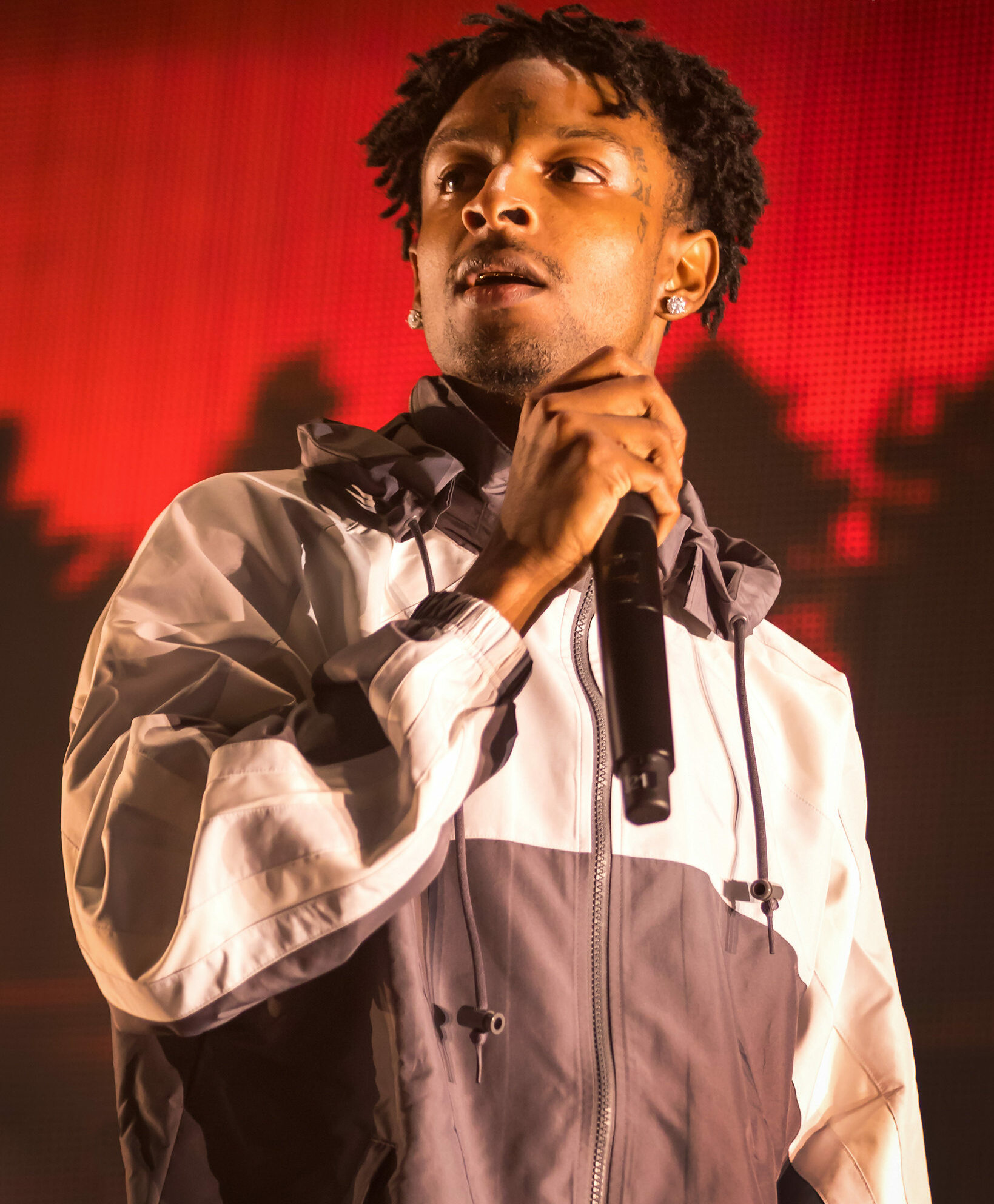
21 Savage (2018)

Dies ist eine Übersicht über die Auszeichnungen für Musikverkäufe des US-amerikanischen Rappers 21 Savage. Die Auszeichnungen finden sich nach ihrer Art (Gold, Platin usw.), nach Staaten getrennt in chronologischer Reihenfolge, geordnet sowie nach den Tonträgern selbst, ebenfalls in chronologischer Reihenfolge, getrennt nach Medium (Alben, Singles usw.), wieder.

## Auszeichnungen
| - Vereinigtes Königreich - 2018: für die Single Bartier Cardi - 2020: für die Single X - 2021: für die Single Sneakin’ - 2022: für das Lied No Heart - 2023: für die Single Runnin - 2023: für das Lied Glock in My Lap - 2023: für das Lied My Life - 2024: für die Single Surround Sound - 2024: für das Lied Spin Bout U - 2024: für das Lied Rich N***a S**t - 2024: für das Album American Dream - 2024: für das Lied Niagara Falls (Foot or 2) - 2024: für das Lied Can’t Leave Without It - 2025: für das Album Without Warning - 2025: für das Lied Circo Loco - Australien - 2018: für das Lied Ghostface Killers - 2019: für die Single A Lot - 2022: für das Lied Wish Wish - 2024: für das Album Her Loss - 2024: für das Lied Major Distribution - 2024: für das Lied Pussy & Millions - 2024: für das Lied Privileged Rappers - 2024: für die Single Sneakin’ - 2024: für das Lied On BS - 2024: für das Lied Don’t Come Out the House - Belgien - 2023: für das Lied Rich Flex - Brasilien - 2024: für die Single 10 Freaky Girls - 2024: für das Lied Rich Flex - 2024: für die Single Creepin’ - 2024: für das Lied All My Friends - 2024: für das Lied Can’t Leave Without It - 2024: für das Lied N.H.I.E. - 2024: für das Album American Dream - 2024: für das Lied Née-Nah - 2024: für das Lied Til Further Notice - Dänemark - 2020: für das Album Issa Album - 2021: für das Album I Am > I Was - 2022: für das Lied Ghostface Killers - 2022: für die Single A Lot - 2023: für das Lied Jimmy Cooks - 2023: für das Album Savage Mode II - 2023: für das Lied Rich Flex - 2025: für das Lied Ball W/O You - 2025: für die Single 10 Freaky Girls - Deutschland - 2022: für die Single Bank Account - 2023: für die Single Creepin’ - Frankreich - 2023: für die Single A Lot - 2024: für das Lied Jimmy Cooks - Griechenland - 2023: für das Lied Niagara Falls (Foot or 2) - 2023: für das Lied Glock in My Lap - 2024: für die Single Surround Sound - Italien - 2017: für die Single Bank Account - 2023: für das Lied Jimmy Cooks - 2023: für das Lied Rich Flex - 2024: für das Album Her Loss - 2024: für die Single A Lot - 2024: für das Lied Glock in My Lap - 2024: für die Single Runnin - Kanada - 2019: für das Lied Wish Wish - 2019: für das Lied Numb - 2020: für das Lied No More - 2020: für die Single Mr. Right Now - 2020: für die Single Runnin - 2021: für die Single Focus - 2022: für das Lied Undefeated - 2023: für das Lied Umbrella - 2023: für das Lied Walk Em Down (Don’t Kill Civilians) - 2024: für das Lied Prove It - 2024: für das Lied All of Me - 2024: für das Lied N.H.I.E. - 2024: für das Lied Famous - 2024: für das Lied ASMR - 2024: für das Lied Gun Smoke - 2024: für das Lied 4L - 2024: für das Lied Out for the Night - 2024: für das Lied Pad Lock - 2024: für das Lied Break Da Law - 2024: für das Lied 1.5 - Mexiko - 2024: für die Single Redrum - 2025: für das Album Savage Mode II - Neuseeland - 2019: für das Album Issa Album - 2020: für das Lied Ghostface Killers - 2021: für die Single Knife Talk - 2022: für das Lied Rich Flex - 2023: für das Album Savage Mode - 2024: für die Single Redrum - Österreich - 2018: für die Single Rockstar - Polen - 2021: für die Single Bartier Cardi - 2024: für die Single Runnin - 2024: für das Album Her Loss - 2024: für die Single Knife Talk - 2024: für die Single Surround Sound - 2024: für das Album I Am > I Was - 2024: für das Album Without Warning - 2024: für das Lied Topia Twins - 2024: für das Lied Ball W/O You - 2024: für das Lied Niagara Falls (Foot or 2) - 2024: für das Album American Dream - Portugal - 2022: für das Lied Ball W/O You - 2022: für die Single 10 Freaky Girls - 2022: für das Lied Jimmy Cooks - 2024: für die Single Redrum - Schweden - 2017: für die Single Bank Account - Schweiz - 2024: für die Single Redrum - Spanien - 2024: für die Single Bank Account - 2024: für das Lied Jimmy Cooks - 2024: für die Single Krippy Kush (Remix) - Südafrika - 2024: für das Lied N.H.I.E. - 2024: für das Lied Prove It - 2024: für das Lied Née-Nah - Ungarn - 2024: für das Album American Dream - Vereinigte Staaten - 2017: für das Album Savage Mode - 2019: für das Lied Undefeated - 2020: für das Lied 1.5 - 2020: für das Lied A&T - 2020: für das Lied ASMR - 2020: für das Lied Bad Business - 2020: für das Lied Clout - 2020: für das Lied Facetime - 2020: für das Lied Famous - 2020: für das Lied Mad Stalkers - 2020: für das Lied Whole Lot - 2021: für das Album Savage Mode II - 2021: für das Lied Out for the Night - 2022: für die Single 100 Bands - 2022: für die Single Don’t Play That - 2022: für das Lied Legacy - 2023: für das Lied Box of Churches - 2024: für das Lied Til Further Notice - 2024: für das Album American Dream - 2025: für das Lied Let It Go - 2025: für das Lied 4L - 2025: für das Lied Pad Lock - 2025: für das Lied All of Me - 2025: für das Lied Break Da Law - 2025: für das Lied Gun Smoke - 2025: für das Lied Sneaky - 2025: für das Lied Out for the Night, Pt.2 - 2025: für das Lied Close My Eyes - 2025: für die Single Secret - 2025: für das Lied 7 Min Freestyle - 2025: für das Lied Thug Life - 2025: für das Lied Should’ve Wore a Bonnet - 2025: für das Lied Ocean Drive - 2025: für das Lied Rip Luv - 2025: für das Lied Brand New Draco - 2025: für das Lied My Dawg - 2025: für das Lied No Opp Left Behind - 2025: für das Lied N.H.I.E. - 2025: für das Lied Disrespectful - 2025: für das Lied Still Serving - 2025: für das Lied Die Slow - 2025: für das Lied War Bout It - Vereinigtes Königreich - 2023: für das Album Her Loss - 2024: für das Lied Ball W/O You - 2024: für die Single Knife Talk - 2024: für das Album I Am > I Was - 2025: für die Single 10 Freaky Girls - 2025: für die Single Redrum - 2025: für das Album Savage Mode II - Zentralamerika - 2025: für die Single Redrum | - Australien - 2023: für das Lied My Life - 2024: für die Single Surround Sound - 2024: für das Lied Niagara Falls (Foot or 2) - 2024: für das Lied Circo Loco - 2024: für das Lied Spin Bout U - 2024: für die Single Redrum - Belgien - 2023: für die Single Creepin’ - Brasilien - 2024: für das Lied Jimmy Cooks - 2024: für das Lied Ball W/O You - 2024: für das Lied Glock in My Lap - 2024: für die Single Runnin - 2024: für das Lied Rich N***a S**t - 2024: für das Lied My Life - 2024: für das Lied Niagara Falls (Foot or 2) - 2024: für das Lied Topia Twins - Dänemark - 2022: für das Album Without Warning - 2023: für die Single Creepin’ - 2023: für die Single Bank Account - 2025: für das Album Her Loss - Frankreich - 2023: für die Single Bank Account - Griechenland - 2023: für das Lied Rich Flex - 2024: für die Single Redrum - Kanada - 2017: für das Lied No Heart - 2018: für das Lied Ghostface Killers - 2019: für das Album Issa Album - 2020: für die Single Monster - 2023: für die Single Surround Sound - 2023: für das Lied Niagara Falls (Foot or 2) - 2023: für das Lied Don’t Come Out the House - 2024: für das Lied Til Further Notice - 2024: für das Lied Topia Twins - 2024: für das Lied Née-Nah - 2024: für das Album American Dream - 2024: für das Lied All My Friends - Mexiko - 2023: für die Single A Lot - Neuseeland - 2020: für die Single Bartier Cardi - 2022: für das Lied Jimmy Cooks - 2022: für das Album I Am > I Was - 2022: für die Single X - 2022: für das Lied No Heart - 2023: für die Single Creepin’ - 2023: für die Single Surround Sound - 2023: für das Album Savage Mode II - 2023: für das Album Her Loss - 2023: für das Album Without Warning - 2025: für das Album American Dream - Polen - 2024: für das Lied Jimmy Cooks - 2024: für das Lied Rich Flex - 2024: für die Single Bank Account - 2024: für die Single A Lot - 2024: für die Single Redrum - 2024: für das Lied Glock in My Lap - 2024: für das Album Savage Mode II - Portugal - 2022: für die Single Bank Account - 2022: für die Single A Lot - Schweiz - 2023: für die Single Creepin’ - Spanien - 2024: für die Single Creepin’ - Südafrika - 2024: für die Single Redrum - Vereinigte Staaten - 2017: für die Single Red Opps - 2018: für die Single Sneakin’ - 2020: für das Album I Am > I Was - 2020: für das Album Issa Album - 2020: für das Lied Don’t Come Out the House - 2021: für das Lied Rap Saved Me - 2022: für die Single EA - 2022: für das Lied BBO (Bad Bitches Only) - 2023: für die Single Gucci On My - 2024: für die Single Floating - 2024: für die Single Cash In Cash Out - 2024: für das Lied Turks & Caicos - 2024: für das Lied Topia Twins - 2024: für die Single Monster - 2024: für das Lied All My Friends - 2024: für das Lied Numb - 2024: für das Lied My Choppa Hate Niggas - 2024: für das Lied Prove It - 2024: für das Lied Slidin - 2024: für das Lied Many Men - 2024: für das Lied Yessirskiii - 2025: für das Lied Née-Nah - Vereinigtes Königreich - 2021: für die Single Bank Account - 2023: für die Single Creepin’ - 2024: für das Lied Jimmy Cooks - 2024: für die Single A Lot - Zentralamerika - 2025: für die Single Creepin’ - Australien - 2018: für die Single Bank Account - 2024: für die Single Knife Talk - 2024: für die Single 10 Freaky Girls - 2025: für die Single Bartier Cardi - Belgien - 2018: für die Single Rockstar - Brasilien - 2024: für die Single Redrum - 2024: für die Single Bank Account - Griechenland - 2024: für das Lied Jimmy Cooks - Italien - 2024: für die Single Creepin’ - Kanada - 2018: für die Single X - 2024: für das Album I Am > I Was - 2024: für das Album Savage Mode II - 2024: für das Album Her Loss - 2024: für das Lied Spin Bout U - 2024: für das Lied Can’t Leave Without It - Polen - 2024: für die Single Creepin’ - Spanien - 2024: für die Single Rockstar - Ungarn - 2025: für die Single Redrum - Vereinigte Staaten - 2017: für das Lied No Heart - 2023: für das Album Her Loss - 2023: für die Single Creepin’ - 2023: für das Lied My Life - 2024: für das Lied Peaches & Eggplants - 2024: für die Single Redrum - 2024: für das Lied Can’t Leave Without It - 2024: für die Single Immortal - 2024: für die Single Mr. Right Now - 2024: für das Lied Ghostface Killers - 2025: für das Lied Wish Wish - Vereinigtes Königreich - 2025: für das Lied Rich Flex - Mexiko - 2019: für die Single Rockstar | - Australien - 2024: für das Lied Rich Flex - Brasilien - 2024: für die Single A Lot - Deutschland - 2023: für die Single Rockstar - Kanada - 2024: für die Single Redrum - 2024: für das Lied Ball W/O You - 2025: für die Single Bartier Cardi - Neuseeland - 2024: für die Single Bank Account - 2024: für die Single A Lot - Polen - 2023: für die Single Rockstar - Portugal - 2023: für die Single Creepin’ - Vereinigte Staaten - 2020: für die Single X - 2022: für die Single 10 Freaky Girls - 2023: für die Single Who Want Smoke?? - 2023: für das Lied Jimmy Cooks - 2024: für das Lied Rich N***a S**t - 2025: für die Single Surround Sound - Australien - 2024: für das Lied Jimmy Cooks - 2024: für die Single Creepin’ - Dänemark - 2022: für die Single Rockstar - Griechenland - 2023: für die Single Creepin’ - Italien - 2019: für die Single Rockstar - Kanada - 2023: für die Single 10 Freaky Girls - 2023: für die Single Creepin’ - Niederlande - 2019: für die Single Rockstar - Norwegen - 2018: für die Single Rockstar - Vereinigte Staaten - 2023: für die Single Bartier Cardi - 2024: für das Lied Glock in My Lap - 2024: für die Single Runnin - 2024: für das Lied Ball W/O You - Vereinigtes Königreich - 2022: für die Single Rockstar - Vereinigte Staaten - 2021: für die Single A Lot - 2023: für die Single Knife Talk - Kanada - 2024: für die Single A Lot - Portugal - 2022: für die Single Rockstar - Vereinigte Staaten - 2021: für die Single Bank Account - Schweden - 2018: für die Single Rockstar - Kanada - 2024: für die Single Bank Account - Finnland - 2022: für die Single Rockstar - Neuseeland - 2024: für die Single Rockstar - Australien - 2024: für die Single Rockstar - Frankreich - 2018: für die Single Rockstar - 2023: für die Single Creepin’ - Kanada - 2019: für die Single Rockstar - Mexiko - 2019: für die Single Rockstar - Vereinigte Staaten - 2020: für die Single Rockstar - Brasilien - 2024: für die Single Rockstar |

## Auszeichnungen nach Alben

### Savage Mode
| Land/Region               | Auszeichnungen für Musikverkäufe (Land/Region, Auszeichnung, Verkäufe) | Verkäufe |
| ------------------------- | ---------------------------------------------------------------------- | -------- |
| Neuseeland (RMNZ)         | Gold                                                                   | 7.500    |
| Vereinigte Staaten (RIAA) | Gold                                                                   | 500.000  |
| Insgesamt                 | 2× Gold ·                                                              | 507.500  |

### Issa Album
| Land/Region               | Auszeichnungen für Musikverkäufe (Land/Region, Auszeichnung, Verkäufe) | Verkäufe  |
| ------------------------- | ---------------------------------------------------------------------- | --------- |
| Dänemark (IFPI)           | Gold                                                                   | 10.000    |
| Kanada (MC)               | Platin                                                                 | 80.000    |
| Neuseeland (RMNZ)         | Gold                                                                   | 7.500     |
| Vereinigte Staaten (RIAA) | Platin                                                                 | 1.000.000 |
| Insgesamt                 | 2× Gold · 2× Platin ·                                                  | 1.097.500 |

### Without Warning
| Land/Region                  | Auszeichnungen für Musikverkäufe (Land/Region, Auszeichnung, Verkäufe) | Verkäufe |
| ---------------------------- | ---------------------------------------------------------------------- | -------- |
| Dänemark (IFPI)              | Platin                                                                 | 20.000   |
| Neuseeland (RMNZ)            | Platin                                                                 | 15.000   |
| Polen (ZPAV)                 | Gold                                                                   | 10.000   |
| Vereinigtes Königreich (BPI) | Silber                                                                 | 60.000   |
| Insgesamt                    | 1× Silber · 1× Gold · 2× Platin ·                                      | 105.000  |

### I Am > I Was
| Land/Region                  | Auszeichnungen für Musikverkäufe (Land/Region, Auszeichnung, Verkäufe) | Verkäufe  |
| ---------------------------- | ---------------------------------------------------------------------- | --------- |
| Dänemark (IFPI)              | Gold                                                                   | 10.000    |
| Kanada (MC)                  | 2× Platin                                                              | 160.000   |
| Neuseeland (RMNZ)            | Platin                                                                 | 15.000    |
| Polen (ZPAV)                 | Gold                                                                   | 10.000    |
| Vereinigte Staaten (RIAA)    | Platin                                                                 | 1.000.000 |
| Vereinigtes Königreich (BPI) | Gold                                                                   | 100.000   |
| Insgesamt                    | 3× Gold · 4× Platin ·                                                  | 1.295.000 |

### Savage Mode II
| Land/Region                  | Auszeichnungen für Musikverkäufe (Land/Region, Auszeichnung, Verkäufe) | Verkäufe |
| ---------------------------- | ---------------------------------------------------------------------- | -------- |
| Dänemark (IFPI)              | Gold                                                                   | 10.000   |
| Kanada (MC)                  | 2× Platin                                                              | 160.000  |
| Mexiko (AMPROFON)            | Gold                                                                   | 30.000   |
| Neuseeland (RMNZ)            | Platin                                                                 | 15.000   |
| Polen (ZPAV)                 | Platin                                                                 | 20.000   |
| Vereinigte Staaten (RIAA)    | Gold                                                                   | 500.000  |
| Vereinigtes Königreich (BPI) | Gold                                                                   | 100.000  |
| Insgesamt                    | 4× Gold · 4× Platin ·                                                  | 835.000  |

### Her Loss
| Land/Region                  | Auszeichnungen für Musikverkäufe (Land/Region, Auszeichnung, Verkäufe) | Verkäufe  |
| ---------------------------- | ---------------------------------------------------------------------- | --------- |
| Australien (ARIA)            | Gold                                                                   | 35.000    |
| Dänemark (IFPI)              | Platin                                                                 | 20.000    |
| Italien (FIMI)               | Gold                                                                   | 25.000    |
| Kanada (MC)                  | 2× Platin                                                              | 160.000   |
| Neuseeland (RMNZ)            | Platin                                                                 | 15.000    |
| Polen (ZPAV)                 | Gold                                                                   | 10.000    |
| Vereinigte Staaten (RIAA)    | 2× Platin                                                              | 2.000.000 |
| Vereinigtes Königreich (BPI) | Gold                                                                   | 100.000   |
| Insgesamt                    | 4× Gold · 6× Platin ·                                                  | 2.365.000 |

### American Dream
| Land/Region                  | Auszeichnungen für Musikverkäufe (Land/Region, Auszeichnung, Verkäufe) | Verkäufe |
| ---------------------------- | ---------------------------------------------------------------------- | -------- |
| Brasilien (PMB)              | Gold                                                                   | 20.000   |
| Kanada (MC)                  | Platin                                                                 | 80.000   |
| Neuseeland (RMNZ)            | Platin                                                                 | 15.000   |
| Polen (ZPAV)                 | Gold                                                                   | 10.000   |
| Ungarn (MAHASZ)              | Gold                                                                   | 2.000    |
| Vereinigte Staaten (RIAA)    | Gold                                                                   | 500.000  |
| Vereinigtes Königreich (BPI) | Silber                                                                 | 60.000   |
| Insgesamt                    | 1× Silber · 4× Gold · 2× Platin ·                                      | 687.000  |

## Auszeichnungen nach Singles

### Red Opps
| Land/Region               | Auszeichnungen für Musikverkäufe (Land/Region, Auszeichnung, Verkäufe) | Verkäufe  |
| ------------------------- | ---------------------------------------------------------------------- | --------- |
| Vereinigte Staaten (RIAA) | Platin                                                                 | 1.000.000 |
| Insgesamt                 | 1× Platin ·                                                            | 1.000.000 |

### X
| Land/Region                  | Auszeichnungen für Musikverkäufe (Land/Region, Auszeichnung, Verkäufe) | Verkäufe  |
| ---------------------------- | ---------------------------------------------------------------------- | --------- |
| Kanada (MC)                  | 2× Platin                                                              | 160.000   |
| Neuseeland (RMNZ)            | Platin                                                                 | 30.000    |
| Vereinigte Staaten (RIAA)    | 3× Platin                                                              | 3.000.000 |
| Vereinigtes Königreich (BPI) | Silber                                                                 | 200.000   |
| Insgesamt                    | 1× Silber · 6× Platin ·                                                | 3.390.000 |

### Sneakin’
| Land/Region                  | Auszeichnungen für Musikverkäufe (Land/Region, Auszeichnung, Verkäufe) | Verkäufe  |
| ---------------------------- | ---------------------------------------------------------------------- | --------- |
| Australien (ARIA)            | Gold                                                                   | 35.000    |
| Vereinigte Staaten (RIAA)    | Platin                                                                 | 1.000.000 |
| Vereinigtes Königreich (BPI) | Silber                                                                 | 200.000   |
| Insgesamt                    | 1× Silber · 1× Gold · 1× Platin ·                                      | 1.235.000 |

### EA
| Land/Region               | Auszeichnungen für Musikverkäufe (Land/Region, Auszeichnung, Verkäufe) | Verkäufe  |
| ------------------------- | ---------------------------------------------------------------------- | --------- |
| Vereinigte Staaten (RIAA) | Platin                                                                 | 1.000.000 |
| Insgesamt                 | 1× Platin ·                                                            | 1.000.000 |

### Gucci On My
| Land/Region               | Auszeichnungen für Musikverkäufe (Land/Region, Auszeichnung, Verkäufe) | Verkäufe  |
| ------------------------- | ---------------------------------------------------------------------- | --------- |
| Vereinigte Staaten (RIAA) | Platin                                                                 | 1.000.000 |
| Insgesamt                 | 1× Platin ·                                                            | 1.000.000 |

### Bank Account
| Land/Region                  | Auszeichnungen für Musikverkäufe (Land/Region, Auszeichnung, Verkäufe) | Verkäufe  |
| ---------------------------- | ---------------------------------------------------------------------- | --------- |
| Australien (ARIA)            | 2× Platin                                                              | 140.000   |
| Brasilien (PMB)              | 2× Platin                                                              | 80.000    |
| Dänemark (IFPI)              | Platin                                                                 | 90.000    |
| Deutschland (BVMI)           | Gold                                                                   | 200.000   |
| Frankreich (SNEP)            | Platin                                                                 | 200.000   |
| Italien (FIMI)               | Gold                                                                   | 25.000    |
| Kanada (MC)                  | 8× Platin                                                              | 680.000   |
| Neuseeland (RMNZ)            | 3× Platin                                                              | 90.000    |
| Polen (ZPAV)                 | Platin                                                                 | 50.000    |
| Portugal (AFP)               | Platin                                                                 | 10.000    |
| Schweden (IFPI)              | Gold                                                                   | 20.000    |
| Spanien (Promusicae)         | Gold                                                                   | 30.000    |
| Vereinigte Staaten (RIAA)    | 6× Platin                                                              | 6.000.000 |
| Vereinigtes Königreich (BPI) | Platin                                                                 | 600.000   |
| Insgesamt                    | 4× Gold · 26× Platin ·                                                 | 8.175.000 |

### Rockstar
| Land/Region                  | Auszeichnungen für Musikverkäufe (Land/Region, Auszeichnung, Verkäufe) | Verkäufe   |
| ---------------------------- | ---------------------------------------------------------------------- | ---------- |
| Australien (ARIA)            | 14× Platin                                                             | 980.000    |
| Belgien (BRMA)               | 2× Platin                                                              | 60.000     |
| Brasilien (PMB)              | 3× Diamant                                                             | 480.000    |
| Dänemark (IFPI)              | 4× Platin                                                              | 360.000    |
| Deutschland (BVMI)           | 3× Platin                                                              | 1.200.000  |
| Finnland (IFPI)              | 9× Platin                                                              | 360.000    |
| Frankreich (SNEP)            | Diamant                                                                | 233.333    |
| Italien (FIMI)               | 4× Platin                                                              | 200.000    |
| Kanada (MC)                  | Diamant                                                                | 800.000    |
| Mexiko (AMPROFON)            | Diamant · + 5× Gold                                                    | 450.000    |
| Neuseeland (RMNZ)            | 9× Platin                                                              | 270.000    |
| Niederlande (NVPI)           | 4× Platin                                                              | 320.000    |
| Norwegen (IFPI)              | 4× Platin                                                              | 240.000    |
| Österreich (IFPI)            | Gold                                                                   | 15.000     |
| Polen (ZPAV)                 | 3× Platin                                                              | 150.000    |
| Portugal (AFP)               | 6× Platin                                                              | 60.000     |
| Schweden (IFPI)              | 7× Platin                                                              | 560.000    |
| Spanien (Promusicae)         | 2× Platin                                                              | 120.000    |
| Vereinigte Staaten (RIAA)    | Diamant                                                                | 10.000.000 |
| Vereinigtes Königreich (BPI) | 4× Platin                                                              | 2.400.000  |
| Insgesamt                    | 2× Gold · 77× Platin · 7× Diamant ·                                    | 19.248.333 |

### Krippy Kush (Remix)
| Land/Region          | Auszeichnungen für Musikverkäufe (Land/Region, Auszeichnung, Verkäufe) | Verkäufe |
| -------------------- | ---------------------------------------------------------------------- | -------- |
| Spanien (Promusicae) | Gold                                                                   | 30.000   |
| Insgesamt            | 1× Gold ·                                                              | 30.000   |

### Bartier Cardi
| Land/Region                  | Auszeichnungen für Musikverkäufe (Land/Region, Auszeichnung, Verkäufe) | Verkäufe  |
| ---------------------------- | ---------------------------------------------------------------------- | --------- |
| Australien (ARIA)            | 2× Platin                                                              | 140.000   |
| Kanada (MC)                  | 3× Platin                                                              | 240.000   |
| Neuseeland (RMNZ)            | Platin                                                                 | 30.000    |
| Polen (ZPAV)                 | Gold                                                                   | 25.000    |
| Vereinigte Staaten (RIAA)    | 4× Platin                                                              | 4.000.000 |
| Vereinigtes Königreich (BPI) | Silber                                                                 | 200.000   |
| Insgesamt                    | 1× Silber · 1× Gold · 10× Platin ·                                     | 4.635.000 |

### Clout
| Land/Region               | Auszeichnungen für Musikverkäufe (Land/Region, Auszeichnung, Verkäufe) | Verkäufe |
| ------------------------- | ---------------------------------------------------------------------- | -------- |
| Vereinigte Staaten (RIAA) | Gold                                                                   | 500.000  |
| Insgesamt                 | 1× Gold ·                                                              | 500.000  |

### 10 Freaky Girls
| Land/Region                  | Auszeichnungen für Musikverkäufe (Land/Region, Auszeichnung, Verkäufe) | Verkäufe  |
| ---------------------------- | ---------------------------------------------------------------------- | --------- |
| Australien (ARIA)            | 2× Platin                                                              | 140.000   |
| Brasilien (PMB)              | Gold                                                                   | 20.000    |
| Dänemark (IFPI)              | Gold                                                                   | 45.000    |
| Kanada (MC)                  | 4× Platin                                                              | 320.000   |
| Portugal (AFP)               | Gold                                                                   | 5.000     |
| Vereinigte Staaten (RIAA)    | 3× Platin                                                              | 3.000.000 |
| Vereinigtes Königreich (BPI) | Gold                                                                   | 400.000   |
| Insgesamt                    | 4× Gold · 9× Platin ·                                                  | 3.930.000 |

### A Lot
| Land/Region                  | Auszeichnungen für Musikverkäufe (Land/Region, Auszeichnung, Verkäufe) | Verkäufe  |
| ---------------------------- | ---------------------------------------------------------------------- | --------- |
| Australien (ARIA)            | Gold                                                                   | 35.000    |
| Brasilien (PMB)              | 3× Platin                                                              | 120.000   |
| Dänemark (IFPI)              | Gold                                                                   | 45.000    |
| Frankreich (SNEP)            | Gold                                                                   | 100.000   |
| Italien (FIMI)               | Gold                                                                   | 50.000    |
| Kanada (MC)                  | 6× Platin                                                              | 480.000   |
| Mexiko (AMPROFON)            | Platin                                                                 | 60.000    |
| Neuseeland (RMNZ)            | 3× Platin                                                              | 90.000    |
| Polen (ZPAV)                 | Platin                                                                 | 50.000    |
| Portugal (AFP)               | Platin                                                                 | 10.000    |
| Vereinigte Staaten (RIAA)    | 5× Platin                                                              | 5.000.000 |
| Vereinigtes Königreich (BPI) | Platin                                                                 | 600.000   |
| Insgesamt                    | 4× Gold · 21× Platin ·                                                 | 6.640.000 |

### Floating
| Land/Region               | Auszeichnungen für Musikverkäufe (Land/Region, Auszeichnung, Verkäufe) | Verkäufe  |
| ------------------------- | ---------------------------------------------------------------------- | --------- |
| Vereinigte Staaten (RIAA) | Platin                                                                 | 1.000.000 |
| Insgesamt                 | 1× Platin ·                                                            | 1.000.000 |

### Monster
| Land/Region               | Auszeichnungen für Musikverkäufe (Land/Region, Auszeichnung, Verkäufe) | Verkäufe  |
| ------------------------- | ---------------------------------------------------------------------- | --------- |
| Kanada (MC)               | Platin                                                                 | 80.000    |
| Vereinigte Staaten (RIAA) | Platin                                                                 | 1.000.000 |
| Insgesamt                 | 2× Platin ·                                                            | 1.080.000 |

### 100 Bands
| Land/Region               | Auszeichnungen für Musikverkäufe (Land/Region, Auszeichnung, Verkäufe) | Verkäufe |
| ------------------------- | ---------------------------------------------------------------------- | -------- |
| Vereinigte Staaten (RIAA) | Gold                                                                   | 500.000  |
| Insgesamt                 | 1× Gold ·                                                              | 500.000  |

### Focus
| Land/Region | Auszeichnungen für Musikverkäufe (Land/Region, Auszeichnung, Verkäufe) | Verkäufe |
| ----------- | ---------------------------------------------------------------------- | -------- |
| Kanada (MC) | Gold                                                                   | 40.000   |
| Insgesamt   | 1× Gold ·                                                              | 40.000   |

### Immortal
| Land/Region               | Auszeichnungen für Musikverkäufe (Land/Region, Auszeichnung, Verkäufe) | Verkäufe  |
| ------------------------- | ---------------------------------------------------------------------- | --------- |
| Vereinigte Staaten (RIAA) | 2× Platin                                                              | 2.000.000 |
| Insgesamt                 | 2× Platin ·                                                            | 2.000.000 |

### Secret
| Land/Region               | Auszeichnungen für Musikverkäufe (Land/Region, Auszeichnung, Verkäufe) | Verkäufe |
| ------------------------- | ---------------------------------------------------------------------- | -------- |
| Vereinigte Staaten (RIAA) | Gold                                                                   | 500.000  |
| Insgesamt                 | 1× Gold ·                                                              | 500.000  |

### Runnin
| Land/Region                  | Auszeichnungen für Musikverkäufe (Land/Region, Auszeichnung, Verkäufe) | Verkäufe  |
| ---------------------------- | ---------------------------------------------------------------------- | --------- |
| Brasilien (PMB)              | Platin                                                                 | 40.000    |
| Italien (FIMI)               | Gold                                                                   | 50.000    |
| Kanada (MC)                  | Gold                                                                   | 40.000    |
| Polen (ZPAV)                 | Gold                                                                   | 25.000    |
| Vereinigte Staaten (RIAA)    | 4× Platin                                                              | 4.000.000 |
| Vereinigtes Königreich (BPI) | Silber                                                                 | 200.000   |
| Insgesamt                    | 1× Silber · 3× Gold · 5× Platin ·                                      | 4.355.000 |

### Mr. Right Now
| Land/Region               | Auszeichnungen für Musikverkäufe (Land/Region, Auszeichnung, Verkäufe) | Verkäufe  |
| ------------------------- | ---------------------------------------------------------------------- | --------- |
| Kanada (MC)               | Gold                                                                   | 40.000    |
| Vereinigte Staaten (RIAA) | 2× Platin                                                              | 2.000.000 |
| Insgesamt                 | 1× Gold · 2× Platin ·                                                  | 2.040.000 |

### Who Want Smoke??
| Land/Region               | Auszeichnungen für Musikverkäufe (Land/Region, Auszeichnung, Verkäufe) | Verkäufe  |
| ------------------------- | ---------------------------------------------------------------------- | --------- |
| Vereinigte Staaten (RIAA) | 3× Platin                                                              | 3.000.000 |
| Insgesamt                 | 3× Platin ·                                                            | 3.000.000 |

### Knife Talk
| Land/Region                  | Auszeichnungen für Musikverkäufe (Land/Region, Auszeichnung, Verkäufe) | Verkäufe  |
| ---------------------------- | ---------------------------------------------------------------------- | --------- |
| Australien (ARIA)            | 2× Platin                                                              | 140.000   |
| Neuseeland (RMNZ)            | Gold                                                                   | 15.000    |
| Polen (ZPAV)                 | Gold                                                                   | 25.000    |
| Vereinigte Staaten (RIAA)    | 5× Platin                                                              | 5.000.000 |
| Vereinigtes Königreich (BPI) | Gold                                                                   | 400.000   |
| Insgesamt                    | 3× Gold · 7× Platin ·                                                  | 5.580.000 |

### Surround Sound
| Land/Region                  | Auszeichnungen für Musikverkäufe (Land/Region, Auszeichnung, Verkäufe) | Verkäufe  |
| ---------------------------- | ---------------------------------------------------------------------- | --------- |
| Australien (ARIA)            | Platin                                                                 | 70.000    |
| Griechenland (IFPI)          | Gold                                                                   | 10.000    |
| Kanada (MC)                  | Platin                                                                 | 80.000    |
| Neuseeland (RMNZ)            | Platin                                                                 | 30.000    |
| Polen (ZPAV)                 | Gold                                                                   | 25.000    |
| Vereinigte Staaten (RIAA)    | 3× Platin                                                              | 3.000.000 |
| Vereinigtes Königreich (BPI) | Silber                                                                 | 200.000   |
| Insgesamt                    | 1× Silber · 2× Gold · 6× Platin ·                                      | 3.415.000 |

### Don’t Play That
| Land/Region               | Auszeichnungen für Musikverkäufe (Land/Region, Auszeichnung, Verkäufe) | Verkäufe |
| ------------------------- | ---------------------------------------------------------------------- | -------- |
| Vereinigte Staaten (RIAA) | Gold                                                                   | 500.000  |
| Insgesamt                 | 1× Gold ·                                                              | 500.000  |

### Cash In Cash Out
| Land/Region               | Auszeichnungen für Musikverkäufe (Land/Region, Auszeichnung, Verkäufe) | Verkäufe  |
| ------------------------- | ---------------------------------------------------------------------- | --------- |
| Vereinigte Staaten (RIAA) | Platin                                                                 | 1.000.000 |
| Insgesamt                 | 1× Platin ·                                                            | 1.000.000 |

### Creepin’
| Land/Region                  | Auszeichnungen für Musikverkäufe (Land/Region, Auszeichnung, Verkäufe) | Verkäufe  |
| ---------------------------- | ---------------------------------------------------------------------- | --------- |
| Australien (ARIA)            | 4× Platin                                                              | 280.000   |
| Belgien (BRMA)               | Platin                                                                 | 40.000    |
| Brasilien (PMB)              | Gold                                                                   | 20.000    |
| Dänemark (IFPI)              | Platin                                                                 | 90.000    |
| Deutschland (BVMI)           | Gold                                                                   | 200.000   |
| Frankreich (SNEP)            | Diamant                                                                | 333.333   |
| Griechenland (IFPI)          | 4× Platin                                                              | 80.000    |
| Italien (FIMI)               | 2× Platin                                                              | 200.000   |
| Kanada (MC)                  | 4× Platin                                                              | 320.000   |
| Neuseeland (RMNZ)            | Platin                                                                 | 30.000    |
| Polen (ZPAV)                 | 2× Platin                                                              | 100.000   |
| Portugal (AFP)               | 3× Platin                                                              | 30.000    |
| Schweiz (IFPI)               | Platin                                                                 | 20.000    |
| Spanien (Promusicae)         | Platin                                                                 | 60.000    |
| Vereinigte Staaten (RIAA)    | 2× Platin                                                              | 2.000.000 |
| Vereinigtes Königreich (BPI) | Platin                                                                 | 600.000   |
| Zentralamerika (CFC)         | Platin                                                                 | 70.000    |
| Insgesamt                    | 3× Gold · 28× Platin · 1× Diamant ·                                    | 4.473.333 |

### Redrum
| Land/Region                  | Auszeichnungen für Musikverkäufe (Land/Region, Auszeichnung, Verkäufe) | Verkäufe  |
| ---------------------------- | ---------------------------------------------------------------------- | --------- |
| Australien (ARIA)            | Platin                                                                 | 70.000    |
| Brasilien (PMB)              | 2× Platin                                                              | 80.000    |
| Griechenland (IFPI)          | Platin                                                                 | 20.000    |
| Kanada (MC)                  | 3× Platin                                                              | 240.000   |
| Mexiko (AMPROFON)            | Gold                                                                   | 70.000    |
| Neuseeland (RMNZ)            | Gold                                                                   | 15.000    |
| Polen (ZPAV)                 | Platin                                                                 | 50.000    |
| Portugal (AFP)               | Gold                                                                   | 5.000     |
| Schweiz (IFPI)               | Gold                                                                   | 15.000    |
| Südafrika (RISA)             | Platin                                                                 | 40.000    |
| Ungarn (MAHASZ)              | 2× Platin                                                              | 8.000     |
| Vereinigte Staaten (RIAA)    | 2× Platin                                                              | 2.000.000 |
| Vereinigtes Königreich (BPI) | Gold                                                                   | 400.000   |
| Zentralamerika (CFC)         | Gold                                                                   | 35.000    |
| Insgesamt                    | 6× Gold · 13× Platin ·                                                 | 3.048.000 |

## Auszeichnungen nach Liedern

### No Heart
| Land/Region                  | Auszeichnungen für Musikverkäufe (Land/Region, Auszeichnung, Verkäufe) | Verkäufe  |
| ---------------------------- | ---------------------------------------------------------------------- | --------- |
| Kanada (MC)                  | Platin                                                                 | 80.000    |
| Neuseeland (RMNZ)            | Platin                                                                 | 30.000    |
| Vereinigte Staaten (RIAA)    | 2× Platin                                                              | 2.000.000 |
| Vereinigtes Königreich (BPI) | Silber                                                                 | 200.000   |
| Insgesamt                    | 1× Silber · 4× Platin ·                                                | 2.310.000 |

### Ocean Drive
| Land/Region               | Auszeichnungen für Musikverkäufe (Land/Region, Auszeichnung, Verkäufe) | Verkäufe |
| ------------------------- | ---------------------------------------------------------------------- | -------- |
| Vereinigte Staaten (RIAA) | Gold                                                                   | 500.000  |
| Insgesamt                 | 1× Gold ·                                                              | 500.000  |

### Disrespectful
| Land/Region               | Auszeichnungen für Musikverkäufe (Land/Region, Auszeichnung, Verkäufe) | Verkäufe |
| ------------------------- | ---------------------------------------------------------------------- | -------- |
| Vereinigte Staaten (RIAA) | Gold                                                                   | 500.000  |
| Insgesamt                 | 1× Gold ·                                                              | 500.000  |

### Still Serving
| Land/Region               | Auszeichnungen für Musikverkäufe (Land/Region, Auszeichnung, Verkäufe) | Verkäufe |
| ------------------------- | ---------------------------------------------------------------------- | -------- |
| Vereinigte Staaten (RIAA) | Gold                                                                   | 500.000  |
| Insgesamt                 | 1× Gold ·                                                              | 500.000  |

### Famous
| Land/Region               | Auszeichnungen für Musikverkäufe (Land/Region, Auszeichnung, Verkäufe) | Verkäufe |
| ------------------------- | ---------------------------------------------------------------------- | -------- |
| Kanada (MC)               | Gold                                                                   | 40.000   |
| Vereinigte Staaten (RIAA) | Gold                                                                   | 500.000  |
| Insgesamt                 | 2× Gold ·                                                              | 540.000  |

### Bad Business
| Land/Region               | Auszeichnungen für Musikverkäufe (Land/Region, Auszeichnung, Verkäufe) | Verkäufe |
| ------------------------- | ---------------------------------------------------------------------- | -------- |
| Vereinigte Staaten (RIAA) | Gold                                                                   | 500.000  |
| Insgesamt                 | 1× Gold ·                                                              | 500.000  |

### Facetime
| Land/Region               | Auszeichnungen für Musikverkäufe (Land/Region, Auszeichnung, Verkäufe) | Verkäufe |
| ------------------------- | ---------------------------------------------------------------------- | -------- |
| Vereinigte Staaten (RIAA) | Gold                                                                   | 500.000  |
| Insgesamt                 | 1× Gold ·                                                              | 500.000  |

### Numb
| Land/Region               | Auszeichnungen für Musikverkäufe (Land/Region, Auszeichnung, Verkäufe) | Verkäufe  |
| ------------------------- | ---------------------------------------------------------------------- | --------- |
| Vereinigte Staaten (RIAA) | Platin                                                                 | 1.000.000 |
| Insgesamt                 | 1× Platin ·                                                            | 1.000.000 |

### Whole Lot
| Land/Region               | Auszeichnungen für Musikverkäufe (Land/Region, Auszeichnung, Verkäufe) | Verkäufe |
| ------------------------- | ---------------------------------------------------------------------- | -------- |
| Vereinigte Staaten (RIAA) | Gold                                                                   | 500.000  |
| Insgesamt                 | 1× Gold ·                                                              | 500.000  |

### Close My Eyes
| Land/Region               | Auszeichnungen für Musikverkäufe (Land/Region, Auszeichnung, Verkäufe) | Verkäufe |
| ------------------------- | ---------------------------------------------------------------------- | -------- |
| Vereinigte Staaten (RIAA) | Gold                                                                   | 500.000  |
| Insgesamt                 | 1× Gold ·                                                              | 500.000  |

### 7 Min Freestyle
| Land/Region               | Auszeichnungen für Musikverkäufe (Land/Region, Auszeichnung, Verkäufe) | Verkäufe |
| ------------------------- | ---------------------------------------------------------------------- | -------- |
| Vereinigte Staaten (RIAA) | Gold                                                                   | 500.000  |
| Insgesamt                 | 1× Gold ·                                                              | 500.000  |

### Thug Life
| Land/Region               | Auszeichnungen für Musikverkäufe (Land/Region, Auszeichnung, Verkäufe) | Verkäufe |
| ------------------------- | ---------------------------------------------------------------------- | -------- |
| Vereinigte Staaten (RIAA) | Gold                                                                   | 500.000  |
| Insgesamt                 | 1× Gold ·                                                              | 500.000  |

### Undefeated
| Land/Region               | Auszeichnungen für Musikverkäufe (Land/Region, Auszeichnung, Verkäufe) | Verkäufe |
| ------------------------- | ---------------------------------------------------------------------- | -------- |
| Kanada (MC)               | Gold                                                                   | 40.000   |
| Vereinigte Staaten (RIAA) | Gold                                                                   | 500.000  |
| Insgesamt                 | 2× Gold ·                                                              | 540.000  |

### Ghostface Killers
| Land/Region               | Auszeichnungen für Musikverkäufe (Land/Region, Auszeichnung, Verkäufe) | Verkäufe  |
| ------------------------- | ---------------------------------------------------------------------- | --------- |
| Australien (ARIA)         | Gold                                                                   | 35.000    |
| Dänemark (IFPI)           | Gold                                                                   | 45.000    |
| Kanada (MC)               | Platin                                                                 | 80.000    |
| Neuseeland (RMNZ)         | Gold                                                                   | 15.000    |
| Vereinigte Staaten (RIAA) | 2× Platin                                                              | 2.000.000 |
| Insgesamt                 | 3× Gold · 3× Platin ·                                                  | 2.175.000 |

### Rap Saved Me
| Land/Region               | Auszeichnungen für Musikverkäufe (Land/Region, Auszeichnung, Verkäufe) | Verkäufe  |
| ------------------------- | ---------------------------------------------------------------------- | --------- |
| Vereinigte Staaten (RIAA) | Platin                                                                 | 1.000.000 |
| Insgesamt                 | 1× Platin ·                                                            | 1.000.000 |

### My Choppa Hate Niggas
| Land/Region               | Auszeichnungen für Musikverkäufe (Land/Region, Auszeichnung, Verkäufe) | Verkäufe  |
| ------------------------- | ---------------------------------------------------------------------- | --------- |
| Vereinigte Staaten (RIAA) | Platin                                                                 | 1.000.000 |
| Insgesamt                 | 1× Platin ·                                                            | 1.000.000 |

### Mad Stalkers
| Land/Region               | Auszeichnungen für Musikverkäufe (Land/Region, Auszeichnung, Verkäufe) | Verkäufe |
| ------------------------- | ---------------------------------------------------------------------- | -------- |
| Vereinigte Staaten (RIAA) | Gold                                                                   | 500.000  |
| Insgesamt                 | 1× Gold ·                                                              | 500.000  |

### BBO (Bad Bitches Only)
| Land/Region               | Auszeichnungen für Musikverkäufe (Land/Region, Auszeichnung, Verkäufe) | Verkäufe  |
| ------------------------- | ---------------------------------------------------------------------- | --------- |
| Vereinigte Staaten (RIAA) | Platin                                                                 | 1.000.000 |
| Insgesamt                 | 1× Platin ·                                                            | 1.000.000 |

### Don’t Come Out the House
| Land/Region               | Auszeichnungen für Musikverkäufe (Land/Region, Auszeichnung, Verkäufe) | Verkäufe  |
| ------------------------- | ---------------------------------------------------------------------- | --------- |
| Australien (ARIA)         | Gold                                                                   | 35.000    |
| Kanada (MC)               | Platin                                                                 | 80.000    |
| Vereinigte Staaten (RIAA) | Platin                                                                 | 1.000.000 |
| Insgesamt                 | 1× Gold · 2× Platin ·                                                  | 1.115.000 |

### No More
| Land/Region | Auszeichnungen für Musikverkäufe (Land/Region, Auszeichnung, Verkäufe) | Verkäufe |
| ----------- | ---------------------------------------------------------------------- | -------- |
| Kanada (MC) | Gold                                                                   | 40.000   |
| Insgesamt   | 1× Gold ·                                                              | 40.000   |

### Can’t Leave Without It
| Land/Region                  | Auszeichnungen für Musikverkäufe (Land/Region, Auszeichnung, Verkäufe) | Verkäufe  |
| ---------------------------- | ---------------------------------------------------------------------- | --------- |
| Brasilien (PMB)              | Gold                                                                   | 20.000    |
| Kanada (MC)                  | 2× Platin                                                              | 160.000   |
| Vereinigte Staaten (RIAA)    | 2× Platin                                                              | 2.000.000 |
| Vereinigtes Königreich (BPI) | Silber                                                                 | 200.000   |
| Insgesamt                    | 1× Silber · 1× Gold · 4× Platin ·                                      | 2.380.000 |

### All My Friends
| Land/Region               | Auszeichnungen für Musikverkäufe (Land/Region, Auszeichnung, Verkäufe) | Verkäufe  |
| ------------------------- | ---------------------------------------------------------------------- | --------- |
| Brasilien (PMB)           | Gold                                                                   | 20.000    |
| Kanada (MC)               | Platin                                                                 | 80.000    |
| Vereinigte Staaten (RIAA) | Platin                                                                 | 1.000.000 |
| Insgesamt                 | 1× Gold · 2× Platin ·                                                  | 1.100.000 |

### 1.5
| Land/Region               | Auszeichnungen für Musikverkäufe (Land/Region, Auszeichnung, Verkäufe) | Verkäufe |
| ------------------------- | ---------------------------------------------------------------------- | -------- |
| Kanada (MC)               | Gold                                                                   | 40.000   |
| Vereinigte Staaten (RIAA) | Gold                                                                   | 500.000  |
| Insgesamt                 | 2× Gold ·                                                              | 540.000  |

### Out for the Night
| Land/Region               | Auszeichnungen für Musikverkäufe (Land/Region, Auszeichnung, Verkäufe) | Verkäufe |
| ------------------------- | ---------------------------------------------------------------------- | -------- |
| Kanada (MC)               | Gold                                                                   | 40.000   |
| Vereinigte Staaten (RIAA) | Gold                                                                   | 500.000  |
| Insgesamt                 | 2× Gold ·                                                              | 540.000  |

### Gun Smoke
| Land/Region               | Auszeichnungen für Musikverkäufe (Land/Region, Auszeichnung, Verkäufe) | Verkäufe |
| ------------------------- | ---------------------------------------------------------------------- | -------- |
| Kanada (MC)               | Gold                                                                   | 40.000   |
| Vereinigte Staaten (RIAA) | Gold                                                                   | 500.000  |
| Insgesamt                 | 2× Gold ·                                                              | 540.000  |

### ASMR
| Land/Region               | Auszeichnungen für Musikverkäufe (Land/Region, Auszeichnung, Verkäufe) | Verkäufe |
| ------------------------- | ---------------------------------------------------------------------- | -------- |
| Kanada (MC)               | Gold                                                                   | 40.000   |
| Vereinigte Staaten (RIAA) | Gold                                                                   | 500.000  |
| Insgesamt                 | 2× Gold ·                                                              | 540.000  |

### 4L
| Land/Region               | Auszeichnungen für Musikverkäufe (Land/Region, Auszeichnung, Verkäufe) | Verkäufe |
| ------------------------- | ---------------------------------------------------------------------- | -------- |
| Kanada (MC)               | Gold                                                                   | 40.000   |
| Vereinigte Staaten (RIAA) | Gold                                                                   | 500.000  |
| Insgesamt                 | 2× Gold ·                                                              | 540.000  |

### Pad Lock
| Land/Region               | Auszeichnungen für Musikverkäufe (Land/Region, Auszeichnung, Verkäufe) | Verkäufe |
| ------------------------- | ---------------------------------------------------------------------- | -------- |
| Kanada (MC)               | Gold                                                                   | 40.000   |
| Vereinigte Staaten (RIAA) | Gold                                                                   | 500.000  |
| Insgesamt                 | 2× Gold ·                                                              | 540.000  |

### Break Da Law
| Land/Region               | Auszeichnungen für Musikverkäufe (Land/Region, Auszeichnung, Verkäufe) | Verkäufe |
| ------------------------- | ---------------------------------------------------------------------- | -------- |
| Kanada (MC)               | Gold                                                                   | 40.000   |
| Vereinigte Staaten (RIAA) | Gold                                                                   | 500.000  |
| Insgesamt                 | 2× Gold ·                                                              | 540.000  |

### Ball W/O You
| Land/Region                  | Auszeichnungen für Musikverkäufe (Land/Region, Auszeichnung, Verkäufe) | Verkäufe  |
| ---------------------------- | ---------------------------------------------------------------------- | --------- |
| Brasilien (PMB)              | Platin                                                                 | 40.000    |
| Dänemark (IFPI)              | Gold                                                                   | 45.000    |
| Kanada (MC)                  | 3× Platin                                                              | 240.000   |
| Polen (ZPAV)                 | Gold                                                                   | 25.000    |
| Portugal (AFP)               | Gold                                                                   | 5.000     |
| Vereinigte Staaten (RIAA)    | 4× Platin                                                              | 4.000.000 |
| Vereinigtes Königreich (BPI) | Gold                                                                   | 400.000   |
| Insgesamt                    | 4× Gold · 8× Platin ·                                                  | 4.755.000 |

### A&T
| Land/Region               | Auszeichnungen für Musikverkäufe (Land/Region, Auszeichnung, Verkäufe) | Verkäufe |
| ------------------------- | ---------------------------------------------------------------------- | -------- |
| Vereinigte Staaten (RIAA) | Gold                                                                   | 500.000  |
| Insgesamt                 | 1× Gold ·                                                              | 500.000  |

### Out for the Night, Pt.2
| Land/Region               | Auszeichnungen für Musikverkäufe (Land/Region, Auszeichnung, Verkäufe) | Verkäufe |
| ------------------------- | ---------------------------------------------------------------------- | -------- |
| Vereinigte Staaten (RIAA) | Gold                                                                   | 500.000  |
| Insgesamt                 | 1× Gold ·                                                              | 500.000  |

### Legacy
| Land/Region               | Auszeichnungen für Musikverkäufe (Land/Region, Auszeichnung, Verkäufe) | Verkäufe |
| ------------------------- | ---------------------------------------------------------------------- | -------- |
| Vereinigte Staaten (RIAA) | Gold                                                                   | 500.000  |
| Insgesamt                 | 1× Gold ·                                                              | 500.000  |

### Wish Wish
| Land/Region               | Auszeichnungen für Musikverkäufe (Land/Region, Auszeichnung, Verkäufe) | Verkäufe  |
| ------------------------- | ---------------------------------------------------------------------- | --------- |
| Australien (ARIA)         | Gold                                                                   | 35.000    |
| Kanada (MC)               | Gold                                                                   | 40.000    |
| Vereinigte Staaten (RIAA) | 2× Platin                                                              | 2.000.000 |
| Insgesamt                 | 2× Gold · 2× Platin ·                                                  | 2.075.000 |

### Yessirskiii
| Land/Region               | Auszeichnungen für Musikverkäufe (Land/Region, Auszeichnung, Verkäufe) | Verkäufe  |
| ------------------------- | ---------------------------------------------------------------------- | --------- |
| Vereinigte Staaten (RIAA) | Platin                                                                 | 1.000.000 |
| Insgesamt                 | 1× Platin ·                                                            | 1.000.000 |

### Die Slow
| Land/Region               | Auszeichnungen für Musikverkäufe (Land/Region, Auszeichnung, Verkäufe) | Verkäufe |
| ------------------------- | ---------------------------------------------------------------------- | -------- |
| Vereinigte Staaten (RIAA) | Gold                                                                   | 500.000  |
| Insgesamt                 | 1× Gold ·                                                              | 500.000  |

### Glock in My Lap
| Land/Region                  | Auszeichnungen für Musikverkäufe (Land/Region, Auszeichnung, Verkäufe) | Verkäufe  |
| ---------------------------- | ---------------------------------------------------------------------- | --------- |
| Brasilien (PMB)              | Platin                                                                 | 40.000    |
| Griechenland (IFPI)          | Gold                                                                   | 10.000    |
| Italien (FIMI)               | Gold                                                                   | 50.000    |
| Polen (ZPAV)                 | Platin                                                                 | 50.000    |
| Vereinigte Staaten (RIAA)    | 4× Platin                                                              | 4.000.000 |
| Vereinigtes Königreich (BPI) | Silber                                                                 | 200.000   |
| Insgesamt                    | 1× Silber · 2× Gold · 6× Platin ·                                      | 4.350.000 |

### Rich N***a S**t
| Land/Region                  | Auszeichnungen für Musikverkäufe (Land/Region, Auszeichnung, Verkäufe) | Verkäufe  |
| ---------------------------- | ---------------------------------------------------------------------- | --------- |
| Brasilien (PMB)              | Platin                                                                 | 40.000    |
| Vereinigte Staaten (RIAA)    | 3× Platin                                                              | 3.000.000 |
| Vereinigtes Königreich (BPI) | Silber                                                                 | 200.000   |
| Insgesamt                    | 1× Silber · 4× Platin ·                                                | 3.240.000 |

### Slidin
| Land/Region               | Auszeichnungen für Musikverkäufe (Land/Region, Auszeichnung, Verkäufe) | Verkäufe  |
| ------------------------- | ---------------------------------------------------------------------- | --------- |
| Vereinigte Staaten (RIAA) | Platin                                                                 | 1.000.000 |
| Insgesamt                 | 1× Platin ·                                                            | 1.000.000 |

### Many Men
| Land/Region               | Auszeichnungen für Musikverkäufe (Land/Region, Auszeichnung, Verkäufe) | Verkäufe  |
| ------------------------- | ---------------------------------------------------------------------- | --------- |
| Vereinigte Staaten (RIAA) | Platin                                                                 | 1.000.000 |
| Insgesamt                 | 1× Platin ·                                                            | 1.000.000 |

### My Dawg
| Land/Region               | Auszeichnungen für Musikverkäufe (Land/Region, Auszeichnung, Verkäufe) | Verkäufe |
| ------------------------- | ---------------------------------------------------------------------- | -------- |
| Vereinigte Staaten (RIAA) | Gold                                                                   | 500.000  |
| Insgesamt                 | 1× Gold ·                                                              | 500.000  |

### Brand New Draco
| Land/Region               | Auszeichnungen für Musikverkäufe (Land/Region, Auszeichnung, Verkäufe) | Verkäufe |
| ------------------------- | ---------------------------------------------------------------------- | -------- |
| Vereinigte Staaten (RIAA) | Gold                                                                   | 500.000  |
| Insgesamt                 | 1× Gold ·                                                              | 500.000  |

### No Opp Left Behind
| Land/Region               | Auszeichnungen für Musikverkäufe (Land/Region, Auszeichnung, Verkäufe) | Verkäufe |
| ------------------------- | ---------------------------------------------------------------------- | -------- |
| Vereinigte Staaten (RIAA) | Gold                                                                   | 500.000  |
| Insgesamt                 | 1× Gold ·                                                              | 500.000  |

### Rip Luv
| Land/Region               | Auszeichnungen für Musikverkäufe (Land/Region, Auszeichnung, Verkäufe) | Verkäufe |
| ------------------------- | ---------------------------------------------------------------------- | -------- |
| Vereinigte Staaten (RIAA) | Gold                                                                   | 500.000  |
| Insgesamt                 | 1× Gold ·                                                              | 500.000  |

### Box of Churches
| Land/Region               | Auszeichnungen für Musikverkäufe (Land/Region, Auszeichnung, Verkäufe) | Verkäufe |
| ------------------------- | ---------------------------------------------------------------------- | -------- |
| Vereinigte Staaten (RIAA) | Gold                                                                   | 500.000  |
| Insgesamt                 | 1× Gold ·                                                              | 500.000  |

### Let It Go
| Land/Region               | Auszeichnungen für Musikverkäufe (Land/Region, Auszeichnung, Verkäufe) | Verkäufe |
| ------------------------- | ---------------------------------------------------------------------- | -------- |
| Vereinigte Staaten (RIAA) | Gold                                                                   | 500.000  |
| Insgesamt                 | 1× Gold ·                                                              | 500.000  |

### My Life
| Land/Region                  | Auszeichnungen für Musikverkäufe (Land/Region, Auszeichnung, Verkäufe) | Verkäufe  |
| ---------------------------- | ---------------------------------------------------------------------- | --------- |
| Australien (ARIA)            | Platin                                                                 | 70.000    |
| Brasilien (PMB)              | Platin                                                                 | 40.000    |
| Vereinigte Staaten (RIAA)    | 2× Platin                                                              | 2.000.000 |
| Vereinigtes Königreich (BPI) | Silber                                                                 | 200.000   |
| Insgesamt                    | 1× Silber · 4× Platin ·                                                | 2.310.000 |

### Jimmy Cooks
| Land/Region                  | Auszeichnungen für Musikverkäufe (Land/Region, Auszeichnung, Verkäufe) | Verkäufe  |
| ---------------------------- | ---------------------------------------------------------------------- | --------- |
| Australien (ARIA)            | 4× Platin                                                              | 280.000   |
| Brasilien (PMB)              | Platin                                                                 | 40.000    |
| Dänemark (IFPI)              | Gold                                                                   | 45.000    |
| Frankreich (SNEP)            | Gold                                                                   | 100.000   |
| Griechenland (IFPI)          | 2× Platin                                                              | 40.000    |
| Italien (FIMI)               | Gold                                                                   | 50.000    |
| Neuseeland (RMNZ)            | Platin                                                                 | 30.000    |
| Polen (ZPAV)                 | Platin                                                                 | 50.000    |
| Portugal (AFP)               | Gold                                                                   | 5.000     |
| Spanien (Promusicae)         | Gold                                                                   | 30.000    |
| Vereinigte Staaten (RIAA)    | 3× Platin                                                              | 3.000.000 |
| Vereinigtes Königreich (BPI) | Platin                                                                 | 600.000   |
| Insgesamt                    | 5× Gold · 13× Platin ·                                                 | 4.270.000 |

### Rich Flex
| Land/Region                  | Auszeichnungen für Musikverkäufe (Land/Region, Auszeichnung, Verkäufe) | Verkäufe  |
| ---------------------------- | ---------------------------------------------------------------------- | --------- |
| Australien (ARIA)            | 3× Platin                                                              | 210.000   |
| Belgien (BRMA)               | Gold                                                                   | 20.000    |
| Brasilien (PMB)              | Gold                                                                   | 20.000    |
| Dänemark (IFPI)              | Gold                                                                   | 45.000    |
| Griechenland (IFPI)          | Platin                                                                 | 20.000    |
| Italien (FIMI)               | Gold                                                                   | 50.000    |
| Neuseeland (RMNZ)            | Gold                                                                   | 15.000    |
| Polen (ZPAV)                 | Platin                                                                 | 50.000    |
| Vereinigtes Königreich (BPI) | Platin                                                                 | 600.000   |
| Insgesamt                    | 5× Gold · 6× Platin ·                                                  | 1.030.000 |

### Major Distribution
| Land/Region       | Auszeichnungen für Musikverkäufe (Land/Region, Auszeichnung, Verkäufe) | Verkäufe |
| ----------------- | ---------------------------------------------------------------------- | -------- |
| Australien (ARIA) | Gold                                                                   | 35.000   |
| Insgesamt         | 1× Gold ·                                                              | 35.000   |

### Pussy & Millions
| Land/Region       | Auszeichnungen für Musikverkäufe (Land/Region, Auszeichnung, Verkäufe) | Verkäufe |
| ----------------- | ---------------------------------------------------------------------- | -------- |
| Australien (ARIA) | Gold                                                                   | 35.000   |
| Insgesamt         | 1× Gold ·                                                              | 35.000   |

### Circo Loco
| Land/Region                  | Auszeichnungen für Musikverkäufe (Land/Region, Auszeichnung, Verkäufe) | Verkäufe |
| ---------------------------- | ---------------------------------------------------------------------- | -------- |
| Australien (ARIA)            | Platin                                                                 | 70.000   |
| Vereinigtes Königreich (BPI) | Silber                                                                 | 200.000  |
| Insgesamt                    | 1× Silber · 1× Platin ·                                                | 270.000  |

### On BS
| Land/Region       | Auszeichnungen für Musikverkäufe (Land/Region, Auszeichnung, Verkäufe) | Verkäufe |
| ----------------- | ---------------------------------------------------------------------- | -------- |
| Australien (ARIA) | Gold                                                                   | 35.000   |
| Insgesamt         | 1× Gold ·                                                              | 35.000   |

### Spin Bout U
| Land/Region                  | Auszeichnungen für Musikverkäufe (Land/Region, Auszeichnung, Verkäufe) | Verkäufe |
| ---------------------------- | ---------------------------------------------------------------------- | -------- |
| Australien (ARIA)            | Platin                                                                 | 70.000   |
| Kanada (MC)                  | 2× Platin                                                              | 160.000  |
| Vereinigtes Königreich (BPI) | Silber                                                                 | 200.000  |
| Insgesamt                    | 1× Silber · 3× Platin ·                                                | 430.000  |

### Privileged Rappers
| Land/Region       | Auszeichnungen für Musikverkäufe (Land/Region, Auszeichnung, Verkäufe) | Verkäufe |
| ----------------- | ---------------------------------------------------------------------- | -------- |
| Australien (ARIA) | Gold                                                                   | 35.000   |
| Insgesamt         | 1× Gold ·                                                              | 35.000   |

### Niagara Falls (Foot or 2)
| Land/Region                  | Auszeichnungen für Musikverkäufe (Land/Region, Auszeichnung, Verkäufe) | Verkäufe |
| ---------------------------- | ---------------------------------------------------------------------- | -------- |
| Australien (ARIA)            | Platin                                                                 | 70.000   |
| Brasilien (PMB)              | Platin                                                                 | 40.000   |
| Griechenland (IFPI)          | Gold                                                                   | 10.000   |
| Kanada (MC)                  | Platin                                                                 | 80.000   |
| Polen (ZPAV)                 | Gold                                                                   | 25.000   |
| Vereinigtes Königreich (BPI) | Silber                                                                 | 200.000  |
| Insgesamt                    | 1× Silber · 2× Gold · 3× Platin ·                                      | 425.000  |

### Umbrella
| Land/Region | Auszeichnungen für Musikverkäufe (Land/Region, Auszeichnung, Verkäufe) | Verkäufe |
| ----------- | ---------------------------------------------------------------------- | -------- |
| Kanada (MC) | Gold                                                                   | 40.000   |
| Insgesamt   | 1× Gold ·                                                              | 40.000   |

### Walk Em Down (Don’t Kill Civilians)
| Land/Region | Auszeichnungen für Musikverkäufe (Land/Region, Auszeichnung, Verkäufe) | Verkäufe |
| ----------- | ---------------------------------------------------------------------- | -------- |
| Kanada (MC) | Gold                                                                   | 40.000   |
| Insgesamt   | 1× Gold ·                                                              | 40.000   |

### War Bout It
| Land/Region               | Auszeichnungen für Musikverkäufe (Land/Region, Auszeichnung, Verkäufe) | Verkäufe |
| ------------------------- | ---------------------------------------------------------------------- | -------- |
| Vereinigte Staaten (RIAA) | Gold                                                                   | 500.000  |
| Insgesamt                 | 1× Gold ·                                                              | 500.000  |

### Peaches & Eggplants
| Land/Region               | Auszeichnungen für Musikverkäufe (Land/Region, Auszeichnung, Verkäufe) | Verkäufe  |
| ------------------------- | ---------------------------------------------------------------------- | --------- |
| Vereinigte Staaten (RIAA) | 2× Platin                                                              | 2.000.000 |
| Insgesamt                 | 2× Platin ·                                                            | 2.000.000 |

### Topia Twins
| Land/Region               | Auszeichnungen für Musikverkäufe (Land/Region, Auszeichnung, Verkäufe) | Verkäufe  |
| ------------------------- | ---------------------------------------------------------------------- | --------- |
| Brasilien (PMB)           | Platin                                                                 | 40.000    |
| Kanada (MC)               | Platin                                                                 | 80.000    |
| Polen (ZPAV)              | Gold                                                                   | 25.000    |
| Vereinigte Staaten (RIAA) | Platin                                                                 | 1.000.000 |
| Insgesamt                 | 1× Gold · 3× Platin ·                                                  | 1.145.000 |

### Til Further Notice
| Land/Region               | Auszeichnungen für Musikverkäufe (Land/Region, Auszeichnung, Verkäufe) | Verkäufe |
| ------------------------- | ---------------------------------------------------------------------- | -------- |
| Brasilien (PMB)           | Gold                                                                   | 20.000   |
| Kanada (MC)               | Platin                                                                 | 80.000   |
| Vereinigte Staaten (RIAA) | Gold                                                                   | 500.000  |
| Insgesamt                 | 2× Gold · 1× Platin ·                                                  | 600.000  |

### Turks & Caicos
| Land/Region               | Auszeichnungen für Musikverkäufe (Land/Region, Auszeichnung, Verkäufe) | Verkäufe  |
| ------------------------- | ---------------------------------------------------------------------- | --------- |
| Vereinigte Staaten (RIAA) | Platin                                                                 | 1.000.000 |
| Insgesamt                 | 1× Platin ·                                                            | 1.000.000 |

### N.H.I.E.
| Land/Region               | Auszeichnungen für Musikverkäufe (Land/Region, Auszeichnung, Verkäufe) | Verkäufe |
| ------------------------- | ---------------------------------------------------------------------- | -------- |
| Brasilien (PMB)           | Gold                                                                   | 20.000   |
| Kanada (MC)               | Gold                                                                   | 40.000   |
| Südafrika (RISA)          | Gold                                                                   | 20.000   |
| Vereinigte Staaten (RIAA) | Gold                                                                   | 500.000  |
| Insgesamt                 | 4× Gold ·                                                              | 580.000  |

### Née-Nah
| Land/Region               | Auszeichnungen für Musikverkäufe (Land/Region, Auszeichnung, Verkäufe) | Verkäufe  |
| ------------------------- | ---------------------------------------------------------------------- | --------- |
| Brasilien (PMB)           | Gold                                                                   | 20.000    |
| Kanada (MC)               | Platin                                                                 | 80.000    |
| Südafrika (RISA)          | Gold                                                                   | 20.000    |
| Vereinigte Staaten (RIAA) | Platin                                                                 | 1.000.000 |
| Insgesamt                 | 2× Gold · 2× Platin ·                                                  | 1.120.000 |

### All of Me
| Land/Region               | Auszeichnungen für Musikverkäufe (Land/Region, Auszeichnung, Verkäufe) | Verkäufe |
| ------------------------- | ---------------------------------------------------------------------- | -------- |
| Kanada (MC)               | Gold                                                                   | 40.000   |
| Vereinigte Staaten (RIAA) | Gold                                                                   | 500.000  |
| Insgesamt                 | 2× Gold ·                                                              | 540.000  |

### Sneaky
| Land/Region               | Auszeichnungen für Musikverkäufe (Land/Region, Auszeichnung, Verkäufe) | Verkäufe |
| ------------------------- | ---------------------------------------------------------------------- | -------- |
| Vereinigte Staaten (RIAA) | Gold                                                                   | 500.000  |
| Insgesamt                 | 1× Gold ·                                                              | 500.000  |

### Should’ve Wore a Bonnet
| Land/Region               | Auszeichnungen für Musikverkäufe (Land/Region, Auszeichnung, Verkäufe) | Verkäufe |
| ------------------------- | ---------------------------------------------------------------------- | -------- |
| Vereinigte Staaten (RIAA) | Gold                                                                   | 500.000  |
| Insgesamt                 | 1× Gold ·                                                              | 500.000  |

### Prove It
| Land/Region               | Auszeichnungen für Musikverkäufe (Land/Region, Auszeichnung, Verkäufe) | Verkäufe  |
| ------------------------- | ---------------------------------------------------------------------- | --------- |
| Kanada (MC)               | Gold                                                                   | 40.000    |
| Südafrika (RISA)          | Gold                                                                   | 20.000    |
| Vereinigte Staaten (RIAA) | Platin                                                                 | 1.000.000 |
| Insgesamt                 | 2× Gold · 1× Platin ·                                                  | 1.060.000 |

## Statistik und Quellen
| Land/RegionAuszeichnungen für Musikverkäufe (Land/Region, Auszeichnungen, Verkäufe, Quellen) | Silber       | Gold         | Platin         | Diamant     | Verkäufe    | Quellen              |
| -------------------------------------------------------------------------------------------- | ------------ | ------------ | -------------- | ----------- | ----------- | -------------------- |
| Australien (ARIA)                                                                            | —            | 10× Gold10   | 39× Platin39   | —           | 3.080.000   | aria.com.au          |
| Belgien (BRMA)                                                                               | —            | Gold1        | 3× Platin3     | —           | 120.000     | ultratop.be          |
| Brasilien (PMB)                                                                              | —            | 9× Gold9     | 15× Platin15   | 3× Diamant3 | 1.180.000   | pro-musicabr.org.br  |
| Dänemark (IFPI)                                                                              | —            | 9× Gold9     | 8× Platin8     | —           | 915.000     | ifpi.dk              |
| Deutschland (BVMI)                                                                           | —            | 2× Gold2     | 3× Platin3     | —           | 1.600.000   | musikindustrie.de    |
| Finnland (IFPI)                                                                              | —            | —            | 9× Platin9     | —           | 360.000     | Einzelnachweise      |
| Frankreich (SNEP)                                                                            | —            | 2× Gold2     | Platin1        | 2× Diamant2 | 933.332     | snepmusique.com      |
| Griechenland (IFPI)                                                                          | —            | 3× Gold3     | 7× Platin7     | —           | 170.000     | Einzelnachweise      |
| Italien (FIMI)                                                                               | —            | 7× Gold7     | 6× Platin6     | —           | 700.000     | fimi.it              |
| Kanada (MC)                                                                                  | —            | 20× Gold20   | 55× Platin55   | Diamant1    | 5.980.000   | musiccanada.com      |
| Mexiko (AMPROFON)                                                                            | —            | 3× Gold3     | 3× Platin3     | Diamant1    | 610.000     | amprofon.com.mx      |
| Neuseeland (RMNZ)                                                                            | —            | 6× Gold6     | 26× Platin26   | —           | 780.000     | radioscope.co.nz NZ2 |
| Niederlande (NVPI)                                                                           | —            | —            | 4× Platin4     | —           | 320.000     | nvpi.nl              |
| Norwegen (IFPI)                                                                              | —            | —            | 4× Platin4     | —           | 240.000     | ifpi.no              |
| Österreich (IFPI)                                                                            | —            | Gold1        | —              | —           | 15.000      | ifpi.at              |
| Polen (ZPAV)                                                                                 | —            | 12× Gold12   | 11× Platin11   | —           | 760.000     | olis.pl              |
| Portugal (AFP)                                                                               | —            | 4× Gold4     | 11× Platin11   | —           | 130.000     | Einzelnachweise      |
| Schweden (IFPI)                                                                              | —            | Gold1        | 7× Platin7     | —           | 580.000     | sverigetopplistan.se |
| Schweiz (IFPI)                                                                               | —            | Gold1        | Platin1        | —           | 35.000      | hitparade.ch         |
| Spanien (Promusicae)                                                                         | —            | 3× Gold3     | 3× Platin3     | —           | 270.000     | elportaldemusica.es  |
| Südafrika (RISA)                                                                             | —            | 3× Gold3     | Platin1        | —           | 100.000     | Einzelnachweise      |
| Ungarn (MAHASZ)                                                                              | —            | Gold1        | 2× Platin2     | —           | 10.000      | slagerlistak.hu      |
| Vereinigte Staaten (RIAA)                                                                    | —            | 41× Gold41   | 94× Platin94   | Diamant1    | 124.500.000 | riaa.com             |
| Vereinigtes Königreich (BPI)                                                                 | 15× Silber15 | 8× Gold8     | 8× Platin8     | —           | 9.820.000   | bpi.co.uk            |
| Zentralamerika (CFC)                                                                         | —            | Gold1        | Platin1        | —           | 105.000     | cfc-musica.com       |
| Insgesamt                                                                                    | 15× Silber15 | 148× Gold148 | 322× Platin322 | 8× Diamant8 |             |                      |